# Shaye J. D. Cohen
Shaye J. D. Cohen (21 de octubre de 1948) es un hebraísta, historiador y rabino estadounidense. Es un erudito moderno de la Biblia hebrea. Se desempeña como profesor Littauer de Literatura y Filosofía Hebreas en el Departamento de Lenguas y Civilizaciones del Cercano Oriente de la Universidad de Harvard.

## Biografía
Obtuvo su título universitario de la Universidad Yeshiva, su maestría del Seminario Teológico Judío y su doctorado en Historia Antigua, con distinción, de la Universidad de Columbia en 1975.
Es un rabino conservador ordenado y durante muchos años fue decano de la Escuela de Graduados y profesor Shenkman de Historia Judía en el Seminario Teológico Judío de Nueva York. Antes de llegar a Harvard en julio de 2001, fue durante diez años profesor Samuel Ungerleider de Estudios Judaicos y profesor de Estudios Religiosos en la Universidad Brown.
El foco de su investigación es la frontera entre judíos y gentiles y entre el judaísmo y la cultura circundante. También es una autoridad publicada sobre las reacciones judías al helenismo y al cristianismo.
Ha recibido varios honores por su trabajo, incluido un doctorado honoris causa del Seminario Teológico Judío y varias becas. De igual forma ha obtenido diversos nombramientos como profesor en distintas universidades, entre ellas, Williams College, la Universidad de Oxford, la Universidad de Jerusalén, la Universidad de Indiana, la Universidad de Stanford y la Universidad de California en Berkeley.
Apareció en un episodio de Nova como experto en historia judía. También aparece en el documental Jesus to Christ de PBS.
Ha publicado muchos ensayos, es coautor de muchos libros y ha escrito varios libros individualmente, entre ellos: Josephus in Galilee and Rome: His Vita and Development As a Historian (1979), From the Maccabees to the Mishnah (1988), The Beginnings of Jewishness: Boundaries, Varieties, Uncertainties (2001), Why Aren't Jewish Women Circumcised?: Gender and Covenant in Judaism (2005), y The Significance of Yavneh and Other Essays in Jewish Hellenism (2010).
Fu galardonado con el Premio Nacional del Libro Judío de 2006 en la categoría de Estudios de la Mujer por su obra, Why Aren't Jewish Women Circumcised?: Gender and Covenant in Judaism.

## Publicaciones seleccionadas
- Cohen, Shaye JD, Josefo en Galilea y Roma: su vida y desarrollo como historiador, Brill Academic Publishers, 2002. ISBN 978-0-391-04158-5
- Cohen, Shaye JD, De los Macabeos a la Mishná, Westminster John Knox Press, 1988. ISBN 0-664-25017-3
- Cohen, Shaye JD Los inicios del judaísmo: límites, variedades, incertidumbres, University of California Press, 2001. ISBN 0-520-22693-3
- Cohen, Shaye JD ¿Por qué no se circuncidan a las mujeres judías? : Género y pacto en el judaísmo, University of California Press, 2005. ISBN 978-0-520-21250-3
- Cohen, Shaye JD La importancia de Yavneh y otros ensayos en el helenismo judío, Mohr Siebeck, 2010. ISBN 978-3-161-50375-7